# Robert Knud Pilger
Robert Knud Pilger (Helgoland, 3 luglio 1876 – Berlino, 1º settembre 1953) è stato un botanico tedesco.

## Biografia
DAl 1945 al 1950 è stato direttore dell'Orto botanico di Berlino.

## Riconoscimenti
I generi Pilgerodendron (Cupressaceae) e Pilgerochloa (Poaceae) sono un omaggio al suo nome.
| Pilg. è l'abbreviazione standard utilizzata per le piante descritte da Robert Knud Pilger. Consulta l'elenco delle piante assegnate a questo autore dall'IPNI. |